# 今年の夏はモア・ベター
『今年の夏はモア・ベター』（ことしのなつはモアベター）は、1998年5月21日に森高千里が発表したアルバム。

## 概要
- 当時ローソンのCMで共演していた、細野晴臣のプロデュースによる企画アルバム。細野のカバー曲も収録されている。
- 本作からは所属レーベルであるワンアップ・ミュージックがYJサウンズと合併して社名が変更し、ゼティマからのリリースとなる、それに伴い販売委託先がワーナーミュージック・ジャパンからソニー・ミュージックエンタテインメントとなる。

## 収録曲
1. 東京ラッシュ
  - 作詞・作曲・編曲：細野晴臣
  - 細野のカバー曲
2. 夏の海
  - 作詞：森高千里、作曲：高橋諭一、編曲：細野晴臣
  - 森高のアルバム『ROCK ALIVE』収録楽曲のセルフカバー。
3. Hey! 犬
  - 作詞：森高千里、作曲・編曲：細野晴臣
4. ア・ビアント
  - 作詞：森高千里、作曲・編曲：コシミハル
5. 風来坊
  - 作詞・作曲・編曲：細野晴臣
  - はっぴいえんど（細野がボーカルを担当した。）のカバー曲
6. ビーチ・パーティー（Instrumental）
  - 作曲・編曲：細野晴臣
7. カリプソの娘
  - 作詞：森高千里、作曲・編曲：細野晴臣
8. ミラクルライト（Twist Version）
  - 作詞：森高千里、作曲・編曲：細野晴臣
9. ミラクルウーマン（Vinyl Version）
  - 作詞：森高千里、作曲・編曲：細野晴臣
  - 「ミラクルライト」のカップリング曲。